# 史提芬尼·路菲亞
史提芬尼·路菲亞（法語：Stéphane Ruffier，1986年9月27日—），是一名前法國職業足球員，在場上司職守門員。
作為摩納哥和聖伊天的前隊長，路菲亞在他的職業生涯中在法甲出場428次。路菲亞也是前法國國腳，在2010年至2015年期間為國家隊上陣3場，并入選2014年世界盃陣容。

## 球會生涯

### 早年生活和生涯
路菲亞於1986年9月27日出生於貝雲，父母是巴斯克回力球的世界冠軍Jean-François Ruffier和Patricia Ruffier。他有兩個姐妹，其中一個是花式溜冰運動員。路菲亞是巴斯克人後裔，在法國法屬巴斯克的中心地帶出生和長大。儘管小時候曾仿傚他父親在巴斯克回力球的技能，路菲亞還是對足球運動產生濃厚興趣，並在6歲時加入阿維隆巴約納的足球部門 。他最初作為一名外場球員進入學院，並正在接受訓練成為一名前鋒。然而，在8歲時，由於學院門將短缺，路菲亞被一名青年教練要求嘗試這個位置。這一轉變是成功的，到13歲時，路菲亞已經具備勝任該職位所需的身體技能和特質。
在阿維隆巴約納青年隊期間，路菲亞幫助球會的13歲以下球隊贏得比利牛斯盃。接下來的一個賽季，他參加職業球會蒙彼利埃的試腳，但最終未能留下深刻印象。2002年，路菲亞被摩納哥球探卡塔拉諾發現。卡塔拉諾以將亨利招募到球會而聞名，並推薦路菲亞加入摩納哥試腳。2002年8月2日，在球會試訓成功後，魯菲爾與球會簽訂一份有抱負的青年隊合同。

### 摩納哥
抵達球會後，路菲亞被安排到球隊的青訓營，並在守門員教練讓-呂克·埃托里丶安德烈·阿米特拉諾和安德烈·比安卡雷利的指導下磨練自己的守門員技能。在球會的青年軍只呆了一個賽季後，他就被提升到球會的第四級法國聯賽法國業餘錦標賽。路菲亞在2003-04賽季為球隊出場10次，2004-05賽季被評為業餘隊的首席門將，出場17次。賽季結束後，摩納哥將路菲亞借用回他的老東家阿維隆巴約納，希望這名年輕球員能在一線隊獲得穩定的上場時間。在球會，經理克里斯蒂安·薩拉馬格納 (Christian Sarramagna) 任命路菲亞為球隊的首席門將。作為回應，他在所有38場聯賽上陣，但無法阻止球隊降級至法國業餘錦標賽，因為球會排名第17位。球季結束後，路菲亞回到摩納哥。
2006年5月10日，路菲亞與摩納哥簽署他的第一份職業合約，同意一份為期三年的合約，直到2009年6月。他被調到意大利門將弗拉維奧·羅馬之後的替補門將位置。由於羅馬的穩定表現，路菲亞在2006-07賽季沒有機會出場。下個賽季，羅馬在本賽季第三場聯賽對陣梅斯的比賽中受傷。路菲亞在職業比賽中首次上陣，第58分鐘入替羅馬出場，保持1-0的領先優勢。摩納哥後來又射入一球，以2-0獲勝。在球隊接下來的三場比賽中，路菲亞在戰勝索察、勒芒和里爾的比賽中打滿90分鐘。他在賽季結束時總共出場12次，其中10次在聯賽中，兩次在法國盃中。在2008–09法甲賽季，主教練列卡度·高美斯決定保留路菲亞作為球隊的頭號門將。路菲亞總共出場36場比賽，有11場不失球記錄，其中包括兩次對巴黎聖日耳門不失球，並在主隊以22-4的射門情況下令摩納哥的在韋洛德羅姆球場擊敗馬賽。他還幫助球隊打進法國盃的準決賽。賽季期間，2008年9月15日，路菲亞與摩納哥隊續約至2010年。賽季末，他又與球會續約，這次續約到2013年6月。
在2009-10賽季，路菲亞在32場聯賽中有15場不失球。在法國盃中，他三場不失球，幫助摩納哥晉級2010年盃賽決賽。在決賽中，路菲亞保持一個半小時的不失球記錄，然後在加時賽中被紀堯姆·賀拉奧的頭鎚攻破。2010年7月27日，路菲亞被主教練居伊·拉孔布任命為2010-11賽季摩納哥隊長。在本賽季揭幕戰對里昂的比賽中，路菲亞與法國國腳和首席門將雨果·洛里斯對決。兩位守門員都表現出色，在0-0的和局中做出同樣出色的撲救在一場以1-1打和聖伊天的比賽中，路菲亞因股溝受傷，提前結束他的賽季。路菲亞的缺席導致摩納哥排名第18位並降級到法乙。

### 聖伊天
在摩納哥降級到法乙後，路菲亞在與曼城和聖伊天等球會聯繫在一起，但路菲亞在拒絕曼城的合約，因為他認為曼城無法為他提供與聖伊天相同的上場機會。2011年8月7日，路菲亞在聖伊天以2-1戰勝波爾多的比賽中首次亮相，並在比賽中吃到一張黃牌。2014年9月，聖伊天與球會簽訂一份為期四年的新合約，他將在聖伊天效力至2018年。
2019年11月24日，路菲亞代表聖伊天在主場以0-0媾和蒙彼利埃，在他代表聖伊天的第303場法甲比賽中，他每一分鐘都上場，追平前聖伊天守門員伊萬·庫爾科維奇保持近四年的守門員在法甲中球會出場次數最多記錄。
在2019-20賽季的後半段，路菲亞因被傑西·穆林取代成為首席門將後與主教練克勞德·佩爾發生衝突。8月，佩爾證實路菲亞不在球會即將到來的賽季的計劃中 。2021年1月4日，聖伊天宣布與路菲亞終止合約。
2021年1月13日，路菲亞宣布退役，加入家鄉球隊阿維隆巴約納擔任青訓教練。

### 國家隊生涯
在路菲亞在摩納哥發展期間，他缺席法國青年國家隊。在摩納哥獲得穩定的出場時間後，路菲亞於2007年11月被召入法國U21青年軍。2007年11月15日，他在科爾馬以1-1與亞美尼亞打和的比賽中完成法國U21青年軍的處子秀 。他於2009年U21歐洲國家盃的預選賽中代表球隊上陣了幾場比賽，但於兩回合附加賽中以總比分2-1負於德國隊，最終未能晉入決賽周。被淘汰出局結束了路菲亞於21歲以下青年軍的生涯。
在2009-10賽季，路菲亞的表現贏得媒體的讚譽。讚譽引致有機會入選到國家隊。然而，主教練韋文·杜明尼治更喜歡用塞德里克·卡拉索作為球隊的第三門將，並讓他與洛里斯和史蒂夫·文丹達一起參加2010年世界盃。2010年6月16日，門將卡拉索因傷退賽，國家隊門將教練布魯諾·馬蒂尼聯繫魯菲爾前往南非補替他。儘管國際足聯拒絕球隊更換球員的要求，但路菲亞仍然與球隊一起訓練，並且在法國隊球員為抗議前鋒尼古拉·安歷卡被逐出國家隊而發起罷操時，一同登上了球隊大巴。2010年7月23日，在法國足總的委員會召開會議後，應新教練羅倫特·白蘭斯的要求，世界盃陣容中的所有23名球員都被禁賽，無法參加8月11日對挪威的友誼賽。此舉讓白蘭斯陷入了困境，因為雖然路菲亞參加了罷操，但他不是世界盃陣容的入選隊員。2010年8月5日，路菲亞首次被白蘭斯正式徵召到國家隊，參加球隊對挪威的友誼賽。路菲亞對白蘭斯表示感謝，感謝給他這個機會。路菲亞還表示，在宣布大軍名單前，白蘭斯已經聯繫過他，解釋為什麼他被認為沒有參加罷工。

## 統計數字

### 球會
| 阿維隆巴約納 | 2005–06  | 法國全國聯賽 | 38  | 0 | 2  | 0 | 0  | 0 | —  | — | 40  | 0 |
| 阿維隆巴約納 | 總計     | 總計         | 38  | 0 | 2  | 0 | 0  | 0 | —  | — | 40  | 0 |
| 摩納哥       | 2006–07  | 法甲         | 0   | 0 | 3  | 0 | 0  | 0 | —  | — | 3   | 0 |
| 摩納哥       | 2007–08  | 法甲         | 10  | 0 | 2  | 0 | 0  | 0 | —  | — | 12  | 0 |
| 摩納哥       | 2008–09  | 法甲         | 32  | 0 | 4  | 0 | 0  | 0 | —  | — | 36  | 0 |
| 摩納哥       | 2009–10  | 法甲         | 37  | 0 | 6  | 0 | 1  | 0 | —  | — | 44  | 0 |
| 摩納哥       | 2010–11  | 法甲         | 34  | 0 | 1  | 0 | 3  | 0 | —  | — | 38  | 0 |
| 摩納哥       | 總計     | 總計         | 113 | 0 | 16 | 0 | 4  | 0 | —  | — | 133 | 0 |
| 聖伊天       | 2011–12  | 法甲         | 38  | 0 | 1  | 0 | 2  | 0 | —  | — | 41  | 0 |
| 聖伊天       | 2012–13  | 法甲         | 38  | 0 | 3  | 0 | 5  | 0 | —  | — | 46  | 0 |
| 聖伊天       | 2013–14  | 法甲         | 38  | 0 | 0  | 0 | 1  | 0 | 4  | 0 | 43  | 0 |
| 聖伊天       | 2014–15  | 法甲         | 38  | 0 | 8  | 0 | 2  | 0 | 5  | 0 | 53  | 0 |
| 聖伊天       | 2015–16  | 法甲         | 38  | 0 | 4  | 0 | 0  | 0 | 11 | 0 | 53  | 0 |
| 聖伊天       | 2016–17  | 法甲         | 31  | 0 | 0  | 0 | 1  | 0 | 9  | 0 | 41  | 0 |
| 聖伊天       | 2017–18  | 法甲         | 35  | 0 | 0  | 0 | 1  | 0 | —  | — | 36  | 0 |
| 聖伊天       | 2018–19  | 法甲         | 37  | 0 | 2  | 0 | 1  | 0 | —  | — | 40  | 0 |
| 聖伊天       | 2019–20  | 法甲         | 22  | 0 | 4  | 0 | 0  | 0 | 4  | 0 | 30  | 0 |
| 聖伊天       | 2020–21  | 法甲         | 0   | 0 | 0  | 0 | —  | — | —  | — | 0   | 0 |
| 聖伊天       | 總計     | 總計         | 315 | 0 | 22 | 0 | 13 | 0 | 33 | 0 | 383 | 0 |
| 生涯總計     | 生涯總計 | 生涯總計     | 466 | 0 | 40 | 0 | 17 | 0 | 33 | 0 | 556 | 0 |

### 國際賽
來源:
| 國家隊 | 年份 | 出賽 | 入球 |
| ------ | ---- | ---- | ---- |
| 法國   | 2010 | 1    | 0    |
| 法國   | 2014 | 1    | 0    |
| 法國   | 2015 | 1    | 0    |
| 總計   | 總計 | 3    | 0    |

## 外部連結
- 史提芬尼·魯菲爾 （页面存档备份，存于） 法國職業足球聯賽的統計數據——亦提供法語版本 （页面存档备份，存于）
- 史提芬尼·魯菲爾 （页面存档备份，存于） 隊報 (法文)
- 史提芬尼·魯菲爾 （页面存档备份，存于） ESPN FC